# Grocka
Grocka (serbocroata cirílico: Гроцка; pronunciación:  [ɡrǒtskaː]), a veces denominado Grocka na Dunavu (Гроцка на Дунаву, literalmente "Grocka en el Danubio"), es un municipio suburbano de la ciudad de Belgrado, la capital de Serbia.
En 2011 su población era de 83 907 habitantes, de los cuales 8441 vivían en la villa y el resto en las 14 pedanías del municipio. La mayoría de los habitantes del municipio son étnicamente serbios (78 979 habitantes), con una pequeña minoría de gitanos (855 habitantes).
El municipio es una importante área arqueológica y una de sus localidades da nombre a la cultura de Vinča. En la época romana fue parte del Limes y junto al Danubio se conservan restos de varias fortalezas que defendían Singidunum. Se conoce la existencia de una localidad aquí desde 878, en documentos del Primer Imperio búlgaro, pero la actual localidad fue fundada a mediados del siglo XVI. Se integró en el territorio de Belgrado en 1955, aumentando su término municipal en los años posteriores al incorporar los territorios de los hasta entonces municipios de Mali Mokri Lug (su parte oriental), Umčari y Vrčin.
La localidad se ubica en la orilla meridional del Danubio, a medio camino entre Belgrado y Smederevo sobre la carretera 153.

## Pedanías
Además de la villa de Grocka, el municipio incluye los siguientes pueblos:
- Begaljica
- Boleč
- Brestovik
- Dražanj
- Kaluđerica
- Kamendol
- Leštane
- Pudarci
- Ritopek
- Umčari
- Vinča
- Vrčin
- Zaklopača
- Živkovac

A pesar de que Grocka es la capital y única localidad urbana, los pueblos de Kaluđerica, Vrčin y Leštane son mayores en población, debido a que se han desarrollado como áreas periféricas de la capital nacional.